# Jen Richards
Jen Richards (Mississipi) és una guionista, actriu i productora estatunidenca. El 2013 va fundar el lloc web We Happy Trans. El 2015 va aparèixer com a actriu del repartiment del programa de telerealitat de Caitlyn Jenner I Am Cait. El 2016 va coprotagonitzar, codirigir i coproduir la websèrie Her Story. Richards també va coproduir la sèrie More Than T i va escriure la sèrie Trans 102. Richards es va unir al repartiment de la sèrie televisiva Nashville el 2017.